# Jutta Brückner
Jutta Brückner (* 25. Juni 1941 in Düsseldorf) ist eine deutsche Filmregisseurin und Drehbuchautorin.

## Leben
Jutta Brückner studierte nach dem Abitur 1959 in Köln, Berlin, Paris und München Politikwissenschaft, Geschichte und Philosophie. Ihre Doktorarbeit schrieb sie 1973 über das Thema Die deutsche Staatswissenschaft im 18. Jahrhundert. Sie wandte sich ab 1970 der Filmwelt zu und arbeitete an Die Sachverständigen von Norbert Kückelmann mit. 1973 war sie Drehbuchautorin des Bayerischen Rundfunks für zwei Sendungen des Programms Familie und Schule.
Ihre ersten Regie- und Drehbucharbeiten entstanden Anfang der 1970er Jahre. Im Fotofilm Tue recht und scheue niemand – Das Leben der Gerda Siepebrink rekonstruierte sie das Leben ihrer Mutter. Auch Ein ganz und gar verwahrlostes Mädchen orientierte sich an einer authentischen Lebensgeschichte. In Hungerjahre erzählte sie die Geschichte einer Mutter-Tochter-Beziehung der 1950er Jahre.
1976 war sie Co-Autorin von Volker Schlöndorff für dessen Film Der Fangschuß. 1977 entstand ihr Hörspiel Bis daß der Tod euch scheidet, ferner führte sie Regie bei den Hörspielen Mein Babylon von Andrea Vogel und Der Kunst in die Arme geworfen von Ursula Krechel. Sie publiziert Essays und filmtheoretische Aufsätze.
1981 war sie Jurymitglied für den Wettbewerb der Berlinale 1981. 1986–2006 war sie Professorin an der Hochschule der Künste in Berlin. Seit 1993 ist sie gewähltes Mitglied der Akademie der Künste, Berlin. Von 2003 bis 2009 war sie stellvertretende Direktorin der Sektion Film- und Medienkunst, seit 2009 deren Direktorin. Bei der Neuwahl 2015 trat sie gewollt kürzer, übernahm indes erneut den Vize-Vorsitz der Sektion. Außerdem ist sie Mitglied der Deutschen Filmakademie.
Brückner lebt und arbeitet in Berlin.

## Filmografie
- 1973/74: Eine ganz gewöhnliche Geschichte / Wie das Leben so spielt (Fernsehserie, Co-Autorin bei zwei Folgen)
- 1975: Tue recht und scheue niemand – Das Leben der Gerda Siepebrink (Dokumentarfilm)
- 1977: Ein ganz und gar verwahrlostes Mädchen – Ein Tag im Leben der Rita Rischak
- 1978: Eine Frau mit Verantwortung (Drehbuch)
- 1980: Hungerjahre (mit Britta Pohland)
- 1980: Laufen lernen  (mit Eberhard Feik und Britta Pohland)
- 1981: Kolossale Liebe (mit Kirsten Dene)
- 1982: Die Erbtöchter: Episode 6: Luftwurzeln
- 1986: Ein Blick – und die Liebe bricht aus
- 1992: Lieben Sie Brecht?
- 1998: Bertolt Brecht – Liebe, Revolution und andere gefährliche Sachen
- 2006: Hitlerkantate

## Auszeichnungen
- 1980: FIPRESCI-Preis für Hungerjahre
- 1981: Preis der deutschen Filmkritik für Hungerjahre
- 1983: Preis der Deutschen Filmkritik für Luftwurzeln
- 1987: Preis der Deutschen Filmkritik für Ein Blick – und die Liebe bricht aus

## Belege
1. ↑  Seit 2015 Stellvertretende Direktorin der AdK Sektion Film- und Medienkunst
2. ↑  Jutta Brückner. In: deutsche-filmakademie.de. Deutsche Filmakademie, abgerufen am 5. Mai 2024.

| Personendaten    | Personendaten                                |
| ---------------- | -------------------------------------------- |
| NAME             | Brückner, Jutta                              |
| KURZBESCHREIBUNG | deutsche Filmregisseurin und Drehbuchautorin |
| GEBURTSDATUM     | 25. Juni 1941                                |
| GEBURTSORT       | Düsseldorf                                   |